# ボーイ・ソプラノ ただひとつの歌声
『ボーイ・ソプラノ ただひとつの歌声』（ボーイソプラノただひとつのうたごえ、Boychoir）は、2014年のアメリカ合衆国のドラマ映画。監督はフランソワ・ジラール、主演はダスティン・ホフマンとギャレット・ウェアリングが務める。

## 製作
当初の予定では、アルフレッド・モリーナも本作に出演する予定だったが、取りやめとなった。2014年2月までには、主要キャストが確定した。
2014年2月、本作の主要撮影がニューヨークで始まった。ロケはフェアフィールドでも行われた。

## キャスト
※括弧内は日本語吹替
- カーヴェル - ダスティン・ホフマン（安原義人）
- ステット - ギャレット・ウェアリング（村瀬歩）
- 校長 - キャシー・ベイツ（西宏子）
- スティール先生 - デブラ・ウィンガー（相沢恵子）
- ジェラルド（ステットの父親） - ジョシュ・ルーカス（滝知史）
- ドレイク - エディ・イザード（田原正治）
- ウーリー - ケヴィン・マクヘイル（中島ヨシキ）
- デビー - エリカ・ピッチニーニ（川端麻衣）
- ラファエル・"ラフィー"・アブラムス - リヴァー・アレクサンダー（千葉啓介）
- フェルナンド - ダンテ・ソリアーノ（小川ゲン）
- デヴォン - ジョー・ウェスト（河西健吾）
- アンドレ - グラント・ヴェナブル（寺島惇太）

## あらすじ
12歳のステットは癇癪もちで、トラブルばかり引き起こしていた。母親が事故でなくなったため、経済的に援助していたステットの父親ジェラルドに連絡がいった。しかし、ジェラルドには妻と2人の娘がいて、ステットの母と出会った頃には既に結婚しており、妻には浮気をしていたことや浮気相手との間にステットという子供がいることは隠していた。
ステットと暮らすわけにはいかないジェラルドは多額の金を積んで、彼を全寮制の音楽学校に入れた。
当初、ステットは学校の厳格な規律を守ることができず、同級生からいじめられることになった。しかし、その憤懣を歌の練習に向けた結果、ステットの歌唱力は瞬く間に伸びていった。その努力と歌唱力が認められて、ステットは合唱団に参加することになる。
ジェラルドの家に、ステットが参加するコンサートのチケットが届いた。ジェラルドはチケットを無視したかったが、妻と娘が行きたがったので、ジェラルドは渋々そのコンサートへ行くことになった。

## 公開
2014年9月5日、本作は第39回トロント国際映画祭でプレミアを迎えた。

## 評価
本作は賛否両論となっている。映画批評集積サイトのRotten Tomatoesには33件のレビューがあり、批評家支持率は52%、平均点は10点満点で5.3点となっている。サイト側による批評家の意見の要約は「『ボーイ・ソプラノ ただひとつの歌声』は名優ダスティン・ホフマンの演技あってこその映画だ。しかし、ホフマンの卓越した演技をもってしても、ひねりがなさ過ぎて先を読めてしまう脚本の酷さを補うことはできなかった。」となっている。また、Metacriticには10件のレビューがあり、加重平均値は51/100となっている。

## 劇中歌
- ジョシュ・グローバン - The Mystery of Your Gift.
- ジュリア・ウォード・ハウ - リパブリック讃歌
- Bottleneck - Home Grown Country Folk
- 小倉朗 - ほたるこい
- ベンジャミン・ブリテン - キャロルの祭典
- リヒャルト・ワーグナー - パルジファル
- Woolner and Sena - Lose their mind
- トマス・タリス - 我、汝の他に望みなし
- ガブリエル・フォーレ - レクイエム
- Page - Niska Banja
- フェリックス・メンデルスゾーン - エリヤ
- Hopkins - Past life melodies
- セルゲイ・ラフマニノフ - 前奏曲嬰ハ短調
- カール・ジェンキンス - アディエマス
- ゲオルク・フリードリヒ・ヘンデル - 司祭ザドク
- ゲオルク・フリードリヒ・ヘンデル - アン女王の誕生日のための頌歌
- ゲオルク・フリードリヒ・ヘンデル - メサイア